# Brouillard mental
En médecine, en psychologie et en physiologie, le brouillard mental ou brouillard cérébral (de l'anglais brain fog ou mental fog), plus rarement désigné avec le terme historique d'obnubilation (du latin obnubilatio « couvrir de nuages »), est un état mental caractérisé par une altération des fonctions cognitives. Il s'agit d'un trouble de la conscience qui se manifeste généralement par des difficultés de concentration, d'attention et de mémoire, et parfois aussi par des troubles de l'expression et de la compréhension du langage. L'évaluation subjective par les personnes atteintes de brouillard cérébral les portera généralement à décrire leur esprit comme étant « embrouillé ». Autrement dit, le brouillard cérébral est un obscurcissement de l'état de conscience, une baisse de la vigilance.

## Définition et sémiologie
En médecine, le brouillard cérébral est un état de conscience altéré, susceptible d'évoluer vers un coma. C'est la vigilance du patient (c'est-à-dire sa capacité de fixer son attention sur son environnement, de le surveiller activement) qui est touchée. Cliniquement, la personne semble s'endormir, ne réagit pas aux stimuli (bruits, appels, lumière soudaine) ou alors seulement lorsque ceux-ci sont importants. Il se montre apathique, répondant avec difficulté aux questions les plus simples. Une désorientation spatio-temporelle, des propos confus ou délirants peuvent être associés.

## Causes
L'étiologie du brouillard cérébral comprend divers facteurs, parmi lesquels figure le syndrome Covid chronique.
Dans la très grande majorité des cas, la cause du brouillard cérébral est une souffrance du système nerveux central. Celle-ci peut être :
- hypoxique (insuffisance respiratoire, état de choc) ;
- toxique (alcool, drogues, acétone, autre intoxications) ;
- métabolique (diabète, etc.) ;
- tumorale ;
- vasculaire (AVC, hémorragie, etc.) ;
- épilepsie ;
- parasitaire (paludisme) ;
- iatrogène (due à la prise de certains médicaments et notamment de psychotropes).

## Traitement
Le traitement est avant tout celui de la cause. Par exemple, en cas d'insuffisance rénale chronique terminale il faut une épuration extra-rénale.
Dans d'autres cas, comme dans celui du syndrome Covid chronique, dont les mécanismes causals exacts ne sont pas clairement établis, un traitement des symptômes est plutôt indiqué une fois l'analyse coûts-bénéfices effectuée, dans le but d'améliorer potentiellement la qualité de vie du patient. Le méthylphénidate (commercialisé sous divers noms comme Ritalin, Rilatine, Concerta, etc.) permet ainsi d'atténuer le brouillard cérébral dans certains cas de syndrome Covid chronique.